# Christopher Khayman Lee
Christopher Khayman Lee (né Christopher Lee Potts en 1978) est un acteur américain de cinéma et de télévision.

## Biographie
Il est né le 11 mars 1978 à Miami en Floride aux États-Unis et a grandi à Virginia Beach. Sa jeune sœur Chyler Leigh est actrice. Christopher a été intrigué par sa sœur Chyler du succès dans la modélisation et a déménagé à Miami pour se joindre à elle et leur mère. À 17 ans il déménage à Los Angeles pour tourner le rôle d'Andros dans la série Power Rangers : Dans l'espace (1998). Il a travaillé derrière les écrans pour un film à petit budget intitulé Miles From Home. Il travaille actuellement sur le film Another Sleepness Night.

## Filmographie

### Cinéma
- Une autre nuit blanche (en production)
- 2002 : A Light in the Forest : Holly Boy
- 1997 : Kickboxing Academy : Danny

### Télévision
- 1998 : Power Rangers : Dans l'espace
- 1999 : Power Rangers : L'Autre Galaxie dans les épisodes Le Pouvoir rose et Dix Power Rangers : Andros / Power Ranger rouge
- 1999 : Sept à la maison, apparence dans l'épisode Une vie de chien[1]
- 2002 : Power Rangers : Force animale, dans l'épisode Rouge pour toujours : Andros / Power Ranger rouge
- 2004 : That '70s Show, apparence dans l'épisode Beast of Burden : Long Haired-Guy[2]